# 賈許·特納
賈許·特納（Joshua Otis "Josh" Turner，1977年12月20日—），為美國著名鄉村低音男歌手和演員，其為世人所知的曲目有《Long Black Train》、《Your Man》、《Would You Go With Me》、《Everything is Fine》和《Why Don't We Just Dance》等。

## 簡歷
在教會裡長大，並擔任期中低音合唱團（Thankful Hearts）團員。
青年時期（1996年）因聲帶受損，一醫生指示暫時停止歌唱生活。他表示在這段休憩期，他因此學會了如何避免進一部傷害聲帶、基本聲音技巧和一口好口哨。在2001年於Grand Ole Opry，以自創歌曲《Long Black Train》首次登台演出，尚未演出結束即獲得全場起立掌聲，並應聽眾安可要求，再次演唱該曲。賈許·特納從此展開音樂生涯。
2003年，他與MCA Nashville Records簽約。同年，他發行突破性的處女作《Long Black Train》，第二張專輯《Your Man》（2006年）也收錄兩首膾炙人口的格曲，分別是《Your Man》和《Would You Go With Me》。隔年，他再度發行《Everything Is Fine》，裏頭收錄第二名歌曲《Firecracker》。《Haywire》在2010年發行，亦有兩首冠軍歌曲：《Why Don't We Just Dance》和《All Over Me》。緊接著是《Punching Bag》（2012年），成功帶出他第一個著手製作，榮獲年度告示牌排行榜最紅鄉村歌曲《Time Is Love》。
賈許·特納與Jennifer Ford結縭，有3位兒女（Hampton Otis Turner、Colby Lynch Turner與Marion Crawford Turner），從2003年維持至今。

## 音樂作品
- 2001–2004: Long Black Train
- 2007–2008: Everything Is Fine
- 2009–2011: Haywire
- 2012–2017: Punching Bag and Hometown girl Deep South

## 相關連結
- Josh Turner官方網站 （页面存档备份，存于）
- Youtube官方帳號 （页面存档备份，存于）
- Facebook官方帳號 （页面存档备份，存于）
- Twitter官方帳號 （页面存档备份，存于）

1. ↑  https://g.co/kgs/Ly1YvE